# 21세기 자본
《21세기 자본》은 프랑스의 경제학자 토마 피케티의 저서이다. 21세기 자본은 자산수익률이 경제성장률보다 커지면서 소득불평등 역시 점점 심화된다는 내용을 담고 있다. 피케티는 “세습” 자본주의의 특징이 부(富)와 소득의 “끔찍한” 불평등이라고 꼬집었다. 피케티는 매우 비판적인 시각으로 지난 2백 년 동안 부와 소득의 불평등이 어떻게 진화해 왔는지를 상세히 밝혔다. 피케티는 특히 부가 하는 구실을 집중으로 다뤘다. 피케티는 자유시장 자본주의가 부를 평범한 사람들에게까지 확산시키고 개인의 자유를 보장한다고 보는 널리 퍼진 견해를 허물어 버린다. 따라서 국가가 하는 주요한 재분배 기능이 모두 사라진 자유시장 자본주의에서는 비민주적인 소수 지배가 생겨난다는 것을 주장했다. 이러한 주장은 많은 논란을 불어일으켰다. 피케티는 세습 자본주의로 나아가는 시류를 거스를 방안으로 누진세 제도와 국제적 부유세 도입을 옹호했다.

## 발행 및 최초 출판
2013년 8월 프랑스어로 처음 출판되었을 때, 로랑 마우두이트는 이 책을 "정치적이고 이론적인 불도저"라고 묘사했다 .폴 크루그먼은 이 논문이 영어권에 퍼지자 이를 획기적인 것으로 환영했고, 세계은행의 전 수석 경제학자인 브랑코 밀라노비치는 이 논문을 "경제적 사고의 분수령 책 중 하나"로 간주했다.
또한 2013년 9월, 쇠일이 출간한 프랑스어 원본에 대한 리뷰로 해외의 광범위한 호기심을 불러일으킨 것에 대응하여 영어로 빠르게 번역되었고, 벨납에 의해 2014년 3월로 출판일이 앞당겨졌다. 그것은 하루아침에 돌풍을 일으켰고 마이클 루이스의 금융 폭로물인 플래시 보이즈: 머니 코드를 깨다(Flash Boys: Cracking the Money Code)를 미국 베스트셀러 1위에서 제외시켰다.
출판 1년 만에 스테파니 켈튼은 "피케티 현상"에 대해 이야기했고, 독일에서는 피케티의 비평을 다룬 책이 세 권 출판되었다.

## 내용
경제적 불평등은 우연이 아니라 자본주의의 특징이며, 경제간섭주의를 통해서만 역전될 수 있다는 것이 이 책의 핵심 논지다. 따라서 이 책은 자본주의를 개혁하지 않으면 바로 민주적 질서가 위협받을 것이라고 주장한다.
피케티는 자본수익률(r)을 경제성장률(g)과 연관시키는 공식에 근거한 주장인데, 여기서 r은 자본으로부터의 이윤, 배당, 이자, 임대료, 기타 소득을 포함하고 g는 사회의 소득이나 산출의 성장으로 측정한다. 그는 성장률이 낮을 때 부의 축적이 노동으로부터보다 r로부터 더 빨리 일어나고 상위 10%와 1% 사이에서 더 많이 축적되는 경향이 있어 불평등이 증가한다고 주장한다. 따라서 분배와 부의 불평등이 더 커지는 근본적인 힘은 불평등 r > g로 요약될 수 있다. 그는 동일한 공식의 관점에서 상속을 분석한다.

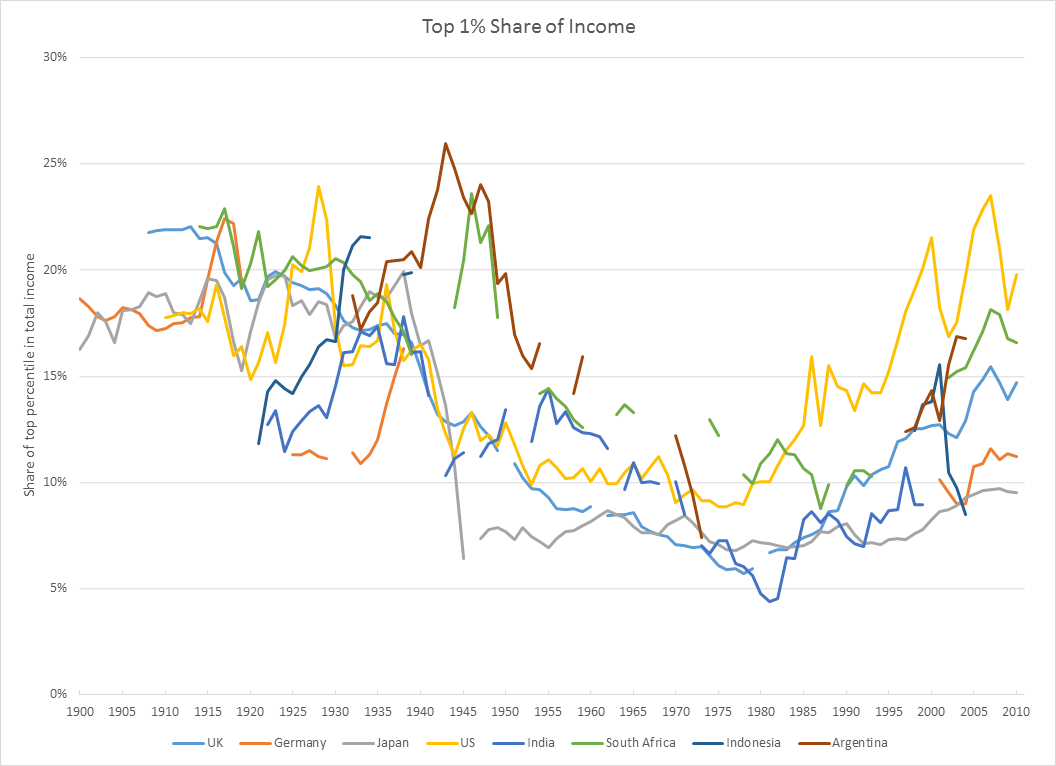
여러 국가에서 상위 1%의 소득으로 측정한 경제 소득 불평등 그래프, 세기 중반에 하락하는 경향이 있었으나 지난 수십 년간 증가하였다.

이 책은 1930년과 1975년 사이에 두 차례의 세계 대전과 대공황, 부채로 인한 경기 침체 등 독특한 상황 때문에 역전된 더 높은 불평등의 추세가 있었다고 주장한다. 이러한 사건들은 정부가 특히 제2차 세계 대전 이후에 소득을 재분배하는 조치를 취하도록 촉진했다. 그 당시의 빠르고 세계적인 경제 성장은 세계 경제에서 상속된 부의 중요성을 감소시키기 시작했다
이 책은 오늘날 세계가 상속받은 부에 의해 경제의 많은 부분이 지배되는 '세습적 자본주의'로 돌아오고 있다고 주장한다. 피케티는 1800년대 초 영국과 프랑스에 존재했던 축적된 자본을 기반으로 한 경직된 계급 구조를 묘사하기 위해 오노레 드 발자크, 제인 오스틴, 헨리 제임스의 소설을 인용했다.
피케티는 이런 세금이 "정치적으로 불가능할 것"이라고 말하지만, 매년 최고 2%의 누진적 글로벌 부유세와 80%에 달하는 누진세가 합쳐지면 불평등이 줄어들 것이라고 제안한다

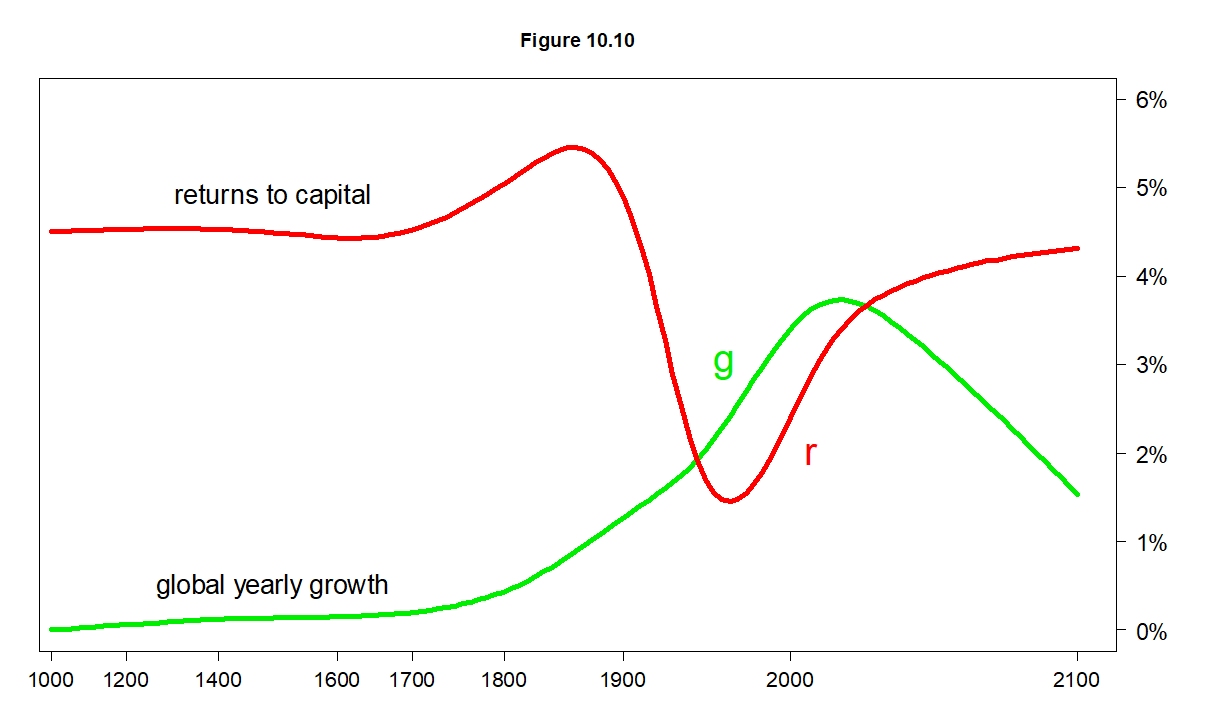
피케티는 성장률이 다시 한 번 수익률을 하회할 것이며, 20세기는 불평등의 관점에서 수차가 될 것으로 보고 있다.

피케티는 세무조정을 하지 않으면 경제성장률이 낮고 불평등이 극심한 세계를 예측한다. 자료 역시 장기간에 걸쳐 평균 투자 자본 수익률이 생산성 기준 소득을 큰 폭으로 능가한다는 것을 보여준다.
또한 그는 기술의 발전으로 인한 생산성의 폭발이 지속적인 경제 성장의 수익에 의존할 수 있다는 생각을 일축하며, 우리는 "기술의 가격"에 기초하여 "보다 정의롭고 합리적인 질서"가 발생할 것으로 기대해서는 안 되며, 기술이 사람들을 대체할 수 있을 때 투자 수익이 증가할 수 있다.

## 반응
이 책의 특별한 성공의 이유는 이코노미스트의 표현대로 "적절한 시기에 올바른 주제에 관한 것"에 널리 기인했다. 피케티 본인도 '미국의 불평등과 부의 확대'라는 상식이 있다고 인식했다 Occupy 운동의 "We are the 99%" 슬로건은 아담 부스의 표현대로 "우리 시대의 시대정신, 즉 영구적인 위기와 긴축의 시대"라는 불평등을 이야기했다
영국의 작가 폴 메이슨은 마르크스가 자본주의의 내적 경향을 드러내기 위해 노력하는 사회적 관계를 피케티가 사회적 범주와 역사적 데이터에만 의존하는 것을 언급하면서 "완전히 잘못된 것"이라고 비난했다. 피케티는 오히려 "주류인 고전 경제학 안에 폭발하지 않는 폭탄을 두었다"고 결론지었다.

#### 긍정적인 반응
폴 크루그먼은 이 책을 "불평등에 대한 장엄하고 포괄적인 명상"이며 "아마도 10년 중 하나 나올까 말까 하는 올해의 가장 중요한 경제학 책 "라고 불렀다 또한 이 책이 "진지하고, 담론을 바꾸는 학문"이라는 점에서 경제학의 다른 베스트셀러들과 구별된다고 말했다. 크루그먼은 또한 이렇게 말했다:

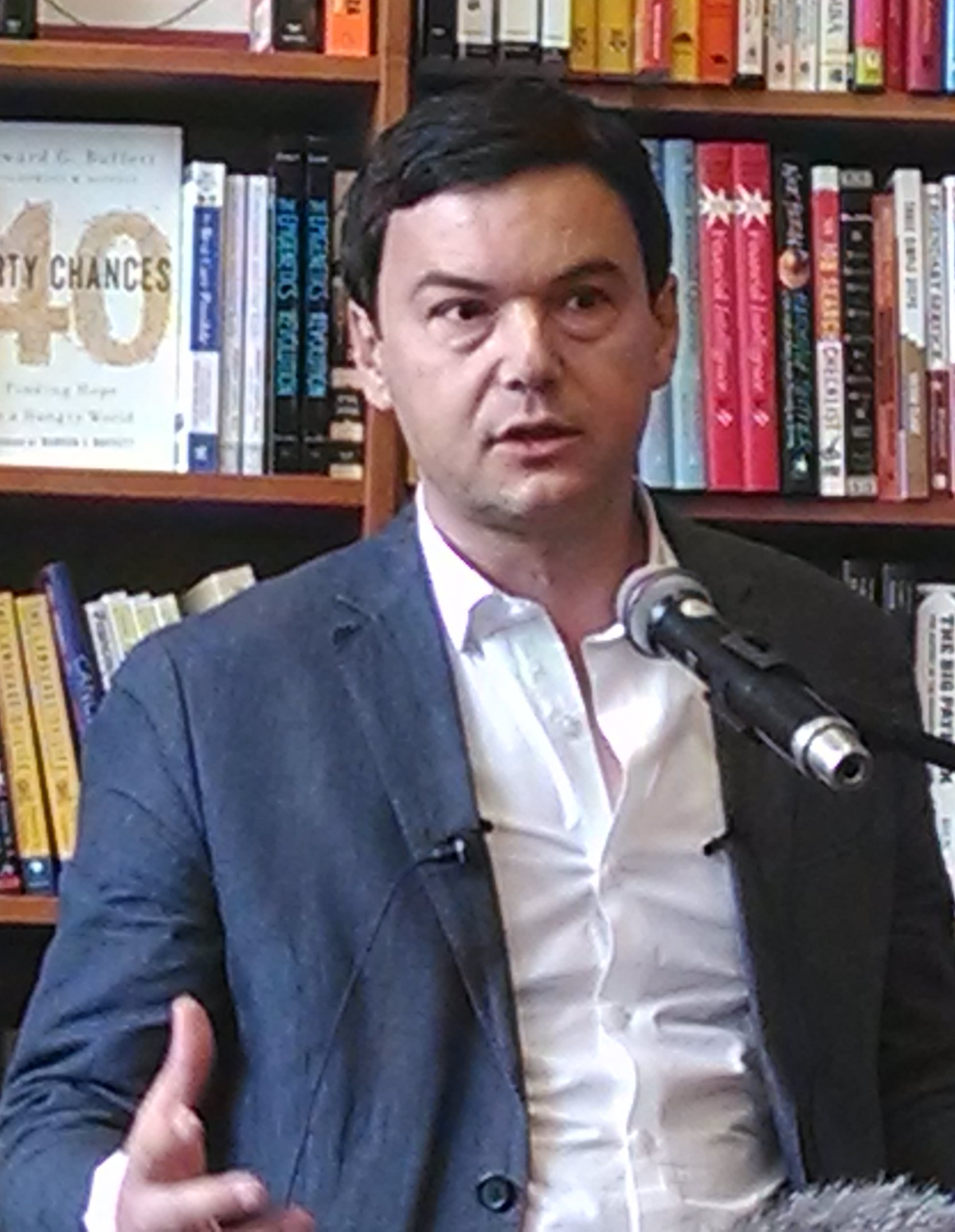
피케티

소수의 부와 수입의 집중이 다시 중심적인 정치적 이슈로 부상하고 있는 이 시점에서 피케티는 그에 필적할 수 없는 역사적 깊이와 함께 일어나고 있는 일들에 대한 귀중한 기록만을 제시하는 것이 아니다. 또 불평등의 통일장 이론이 무엇인지, 경제성장, 자본과 노동 간의 소득분배, 개인 간의 부와 소득분배를 하나의 틀로 통합한 이론을 제시한다. ... 21세기 자본은 모든 면에서 매우 중요한 책이다. 피케티는 우리의 경제적 담론을 바꾸어 놓았으며 우리는 부와 불평등에 대해 예전처럼 이야기하지 않을 것입니다.
스티븐 펄스타인은 이를 "최근 몇 년간 경제학계를 지배하게 된 이론적이고 수학적인 모델링보다 경제사의 승리"라고 평가하면서도 "피케티의 과거 분석은 미래에 대한 그의 예측보다 더 인상적"이라고 덧붙였다
세계은행 수석 이코노미스트 출신인 브랑코 밀라노비치는 이 책을 "경제적 사고의 분수령이 되는 책 중 하나"라고 평가했다
영국의 역사학자 앤드루 허시는 이 책을 "시적"이고 "획기적"이라고 불렀으며, "자본주의가 작동하지 않는다"는 주장이 "과학적으로" 옳았음을 증명한다고 주장한다.
로버트 솔로우에 따르면 피케티는 "수익률이 성장률을 초과하는 한 부자들의 소득과 재산은 일을 통한 전형적인 수입보다 더 빠르게 증가할 것"이라는 오래된 주제에 새롭고 강력한 기여를 했다.
프랑스의 역사학자이자 정치학자인 에마뉘엘 토드는 21세기의 자본을 "명작"이자 "지구의 경제적, 사회적 진화에 관한 중요한 책"이라고 불렀다.
프랑스 언론에서 "정치적이고 이론적인 불도저"로 묘사되어 왔다.
이코노미스트는 "마르크스와 리카도가 그랬던 것처럼 불평등의 현대적 급증은 새로운 경제학자들에게 자본주의의 열매가 더 널리 보급되는 것을 막고 있는 것은 아닌지 의아하게 만들었다"고 썼다. 21세기 자본은... 이 질문에 대한 권위 있는 지침서이다."라고 작성했다.
윌 허튼은 "프리드먼과 마찬가지로 피케티도 시대에 걸맞는 인물이다. 1970년대의 인플레이션에 대한 불안감은 재벌 부자들의 출현과 그것이 경제와 사회에 미칠 영향에 대한 오늘날의 우려를 대체하고 있다. ...지금은 더욱더 성장할 것으로 예상되는 부의 불평등의 현 수준은 바로 자본주의의 미래를 위태롭게 하고 있다. 그는 그것을 증명해 주었다."고 썼다.
클라이브 크룩은 이 책에 대해 강하게 비판하면서도 "지난 수십 년 동안 경제학에 대해 출판된 또 다른 책이 아낌없이 찬사를 받았다는 것은 생각하기 어렵다"고 인정했다.
에세이집 '피케티 이후'(2017)의 서론에서 도널드 트럼프 당선 전 재산을 가진 사람들이 21세기 정치경제를 지배할 것이라고 주장하며 금권정치를 창출할 만큼 높은 수익률을 유지하기 위해 운동세력을 구성한다고 주장해 찬사를 받고 있다.

#### 비판적인 반응

###### 규범적 내용에 대한 비판
비판의 한 가닥은 피케티가 불평등이 왜 중요한지에 대한 아무런 성찰 없이 분석의 중심에 서 있다고 비판한다.
파이낸셜 타임즈의 칼럼니스트 마틴 울프에 따르면, "그는 단지 불평등이 중요하다고 가정할 뿐, 그 이유를 전혀 설명하지 않는다. 그는 그것이 존재하고 어떻게 그것이 악화되는지를 보여줄 뿐이다. 또는 그의 동료인 클라이브 크룩이 말했듯이, 다른 결점들을 제외하고, 21세기 자본은 독자들이 불평등이 중요할 뿐만 아니라, 그 밖의 어떤 것도 중요하지 않다고 믿게끔 초대한다" 이 책은 당신이 향후 수십 년간 저성장에 대해 걱정하기를 바라는 것은 그것이 생활수준의 더딘 상승을 의미하기 때문이 아니라, 그것이 불평등을 더 악화시킬 수 있기 때문이다."
한스 교수는 피케티가 미국 철학자 존 롤스를 대신하여 좌파의 본질적인 사상가라고 주장한다. 그는 부의 분배에 대한 일반적인 측정에 의문을 제기하는 것뿐만 아니라 피케티가 롤스와 달리 "가난한 사람들보다 부유한 사람들에 훨씬 더 관심이 있다"고 비판한다. Hannes는 "세계의 초부자들의 수입의 급격한 상승"이 일어나고 있음을 인정하지만 가난한 사람들이 더 가난해지지 않는 한 이러한 경향을 문제로 보지 않는다.

###### 방법론적 비판
피케티는 자본수익률을 상쇄하여 불평등의 상한선을 설정할 것이라고 믿지만 로렌스 서머스는 피케티가 줄어드는 자본수익률을 과소평가한다고 비판한다. 또한 서머스는 피케티의 또 다른 가정들 중 하나인 부에 대한 수익률이 크게 재투자된다는 것에 대한 의견에 도전한다. 부에 대한 저축의 비율이 감소하는 것 또한 사회 불평등의 상한선을 설정할 것이다. 1982년 400명의 가장 부유한 미국인들 중 10명 중 1명만이 2012년에 그 목록에 남아 있었고, 가장 부유한 사람들의 증가하는 비율은 그들의 재산을 증가시키지 않았다. 게다가, 상위 1% 소득은 이제 자본소득이 아니라 대부분 급여이다. 대부분의 다른 경제학자들은 상위 1% 소득의 증가를 세계화와 기술 변화에 의해 설명한다.
갈브라스는 피케티가 "생산적인 물리적 자본과 관련이 없고, 그의 달러 가치는 부분적으로 자본의 수익률에 달려있는 경험적인 척도"를 사용한 것에 대해 비판한다. 수익률은 어디에서 오는가? 피케티는 절대 말하지 않는다. 갈브라스는 또한 "그것의 큰 야망에도 불구하고, 그의 책은 (지금까지) 그것의 제목, 길이, 그리고 수신이 시사하는 높은 이론의 업적이 아니다"라고 말한다
다론 아체모글루와 제임스 A. 로빈슨은 스웨덴과 남아프리카 공화국의 경제사를 이용하여 사회적 불평등이 수익률과 성장률의 차이와 같은 피케티의 요인보다 제도적 요인에 훨씬 더 많이 의존한다는 것을 보여주었다. 국가 간 분석도 상위 1%의 소득 비중이 그 차이에 의존하지 않는다는 것을 보여준다. 교수들은 피케티의 가정을 특징짓는 일반적인 법칙들이 "기술의 진화와 한 사회의 자원 분포를 형성하는 데 있어 정치 경제 제도의 중심적인 역할을 무시하기 때문에" 과거를 이해하거나 미래를 예측하는 지침으로서 도움이 되지 않는다고 썼다.퍼 크루셀과 앤서니 스미스는 피케티의 제2법칙을 경험적으로 뒷받침되는 저축 이론과 데이터가 피케티와 반대되는 이론을 지지한다는 것에 근거하여 믿을 수 없다고 비판한다.
폴 로머는 데이터와 경험적 분석은 감탄할 만한 명확성과 정확성으로 제시되지만 이론은 덜 상세하게 제시된다고 비판한다. 그의 의견에서 이 연구는 "경험적 작업은 과학이다; 이론은 오락적이다"라는 태도로 쓰여졌으며 따라서 수학성에 대한 본보기가 되었다.
로렌스 블루메와 스티븐 덜라우프는 정치경제학 저널에 실린 이 책에 대해 "설명에서 분석으로 바뀔 때 설득력이 없다"고 비판했다. 또한 "우리 둘 다 (고전적인 의미와는 대조적으로) 매우 자유주의적이고, 우리는 우리 자신을 평등주의자로 여긴다. 그러므로 우리는 피케티가 경험적, 분석적, 윤리적인 주장들로 평등주의적 사례를 약화시킨 것에 대해 혼란스러워 한다."고 밝혔다.

###### 피케티의 기본개념에 대한 비평
독일의 경제학자 슈테판 홈버그는 피케티가 부와 자본을 동일시한다고 비판한다. 홈버그는 부는 생산된 생산수단이라는 의미에서 자본재를 포섭하는 것이 아니라 토지와 다른 천연자원도 포섭한다고 주장했으며 관찰된 부의 소득 비율의 증가는 지가의 상승을 반영하는 것이지 기계의 축적을 반영하는 것이 아니라고 주장한다. 마찬가지로 미국의 경제학자 조지프 스티글리츠는 "부의 증가의 큰 부분은 자본재의 양이 아니라 토지의 가치 증가"라고 지적하면서 이 견해를 지지한다.
이 아이디어는 2015년 3월에 브루킹스 연구소와 함께 피케티가 자본의 중요성에 대한 그의 분석에서 감가상각의 영향을 충분히 고려하지 않았다고 주장하는 논문을 발표한 당시 M.I.T. 대학원생인 매튜 로글리에 의해 더 나아갔다. 로글리는 또한 "집값 급등이 거의 전적으로 자본 수익률 증가에 책임이 있다"고 발견했다. 비슷한 비판이 오드란 보닛 등에 의해 "주택 자본이 불평등에 기여하는가? 2014년에 발표된 토마스 피케티의 21세기 자본에 대한 논평"에서 이루어졌다
마르크스주의 학자 데이비드 하비는 이 책이 "자유시장 자본주의가 부를 주변에 퍼뜨리고 개인의 자유와 자유를 지키기 위한 거대한 보루라는 널리 알려진 관점"을 파괴한 것에 대해 칭찬하는 반면, 피케티에 대해서는 무엇보다도 그의 "자본에 대한 잘못된 정의" 때문에 대체로 비판적이다. 하비의 말에 의하면 

... 물건이 아닌 과정… 돈이 더 많은 돈을 벌기 위해 자주 사용되는 순환의 과정이지 노동력의 착취를 통해서만 사용되는 것은 아니다. 피케티는 자본을 이 자산들이 사용되고 있든 없든 시장에서 거래될 수 있는 개인, 기업, 정부가 보유한 모든 자산의 주식으로 정의한다.
하비는 더 나아가 "불평등의 해결책에 관한 제안들은 유토피아적인 것은 아니더라도 순진한 것이다. 그리고 그는 확실히 21세기 자본의 작동 모델을 만들어내지 못했다. 그러기 위해서 우리는 여전히 마르크스나 그의 현대판 동등한 것이 필요하다."라고 주장했다. 또한 하비는 피케티가 마르크스의 자본론을 한 번도 읽지 않고 해임한 것에 대해 문제로 삼았다
IMF 경제학자 카를로스 고에스는 이 책이 제시한 기본 논지인 자본수익률(r)이 장기적으로 경제성장률(g)보다 크면 그 결과는 부의 집중이라는 것을 연구했고, 실제로 심층적으로 연구한 국가의 75%에서 정반대의 경향이 확인됐다. 그러나 피케티의 답변은 고에스가 부의 불평등이 아닌 소득 불평등의 척도를 사용했고, 국가 부채의 이자율을 자본 수익률의 지표로 부적절하게 사용했기 때문에 그의 결과는 피케티의 연구 결과와 일치하지 않는다고 지적했다.

###### 제안된 조치에 대한 비판
비슷한 맥락에서 철학자 니콜라스 부랄리스는 피케티가 비판하는 불평등을 제거하는 데 필요한 정치적 "반작용"의 종류를 잘못 해석하고, 그것들이 자본주의와 양립할 수 있다고 생각하는 피케티의 치료법을 비난했다.

###### 전통적 패러다임에 대한 비판
노르웨이의 경제학자이자 저널리스트인 마리아 라이네르트센은 이 책을 에일사 맥케이와 마르건 비에른홀트의 2014년 저서 《마릴린 워링에 대한 카운팅: 페미니스트 경제학의 새로운 발전》과 비교하면서, "21세기 자본은 부자에 초점을 맞춘 학문의 경계를 거의 건드리지 않는 반면, 마릴린 워링에 대한 카운팅은 경제학자들이 관심을 가져야 할 대부분의 한계에 도전한다"고 주장했다.

###### 데이터 오류에 관한 주장
2014년 5월 23일, 파이낸셜 타임즈(FT)의 경제 편집장 크리스 자일스는 피케티의 자료에서 특히 1970년대 이후 부의 불평등 증가와 관련하여 자신이 주장하는 "설명할 수 없는 오류"를 발견했다. 파이낸셜 타임즈는 다음과 같이 주장했다:
이 자료에는… 그가 발견한 것들을 왜곡시키는 일련의 오류들이 들어 있다. FT는 그의 스프레드시트에서 실수와 설명할 수 없는 내용들을 발견했는데, 이는 작년에 카르멘 라인하트와 케네스 로고프의 국가 채무와 성장에 관한 연구를 약화시켰던 것과 유사한 것으로 판단된다.

피케티 교수의 연구의 핵심 주제는 부의 불평등이 1차 세계대전 이전에 마지막으로 목격된 수준으로 돌아가고 있다는 것이다. 이 조사는 피케티 교수의 원래 출처에서 총 부의 증가하는 비율이 가장 부유한 소수에 의해 소유된다는 논문을 입증할 증거가 거의 없음을 나타낸다.
피케티는 자신의 연구 결과를 옹호하고 후속 연구(어매널 세즈와 가브리엘 주크만과 함께 2014년 3월 발표, 1913년 이후 미국의 부, 자본 소득 및 수익의 분배와 연결)가 부의 불평등을 증가시키는 것에 대한 자신의 결론을 확인하고 실제로 그의 책에서 그가 보여주는 것보다 미국의 불평등 증가가 더 크다는 것을 주장하는 답변을 작성했다. 그는 영국 파이낸셜 타임스와의 인터뷰에서 "부정직한 비판"을 비난하고 "동시대의 모든 사람들이 가장 큰 운이 더 빨리 성장했다는 것을 인식하고 있기 때문에 우스꽝스럽다"고 말했다.

이러한 주장은 언론의 광범위한 비난과 보도를 받았는데 일부 소식통들은 파이낸셜 타임즈가 자신들의 사례를 과대평가했다고 말했다. 예를 들어, 당시 파이낸셜 타임즈의 자매지인 이코노미스트는 다음과 같이 작성했다:
자일스 씨의 분석은 인상적이며, 자일스 씨, 피케티 씨 또는 다른 사람들의 추가 연구를 통해 실수가 있었는지, 어떻게 실수가 도입되었는지, 그리고 그 효과가 무엇인지를 명확히 하기를 확실히 바란다. 그러나 자일스 씨가 지금까지 제공한 정보에 따르면, 이 분석은 FT가 제기한 많은 주장이나, 이 책의 주장이 틀렸다는 결론을 뒷받침하지 못하는 것 같다.
맨하탄 정책연구소의 사회학자이자 피케티의 비평가인 스콧 윈쉽은 이러한 주장이 "피케티의 논문이 옳은지 아닌지에 대한 근본적인 질문에 중요하지 않다"고 주장했다. 또한 "피케티가 나 같은 사람들이 그의 인물상을 자세히 조사하고 개략적으로 보이는 것을 발견하도록 그것을 거기에 놓았을 때 비윤리적인 것을 했다고 생각하기는 어렵다. 피케티는 그의 모든 데이터를 이용할 수 있도록 하고 그가 일반적으로 하는 것을 문서화하는 것 모두에서 그 누구보다 좋거나 뛰어났다"라고 말했다.
윈쉽 외에도 경제학자 앨런 레이놀즈, 저스틴 울퍼스, 제임스 해밀턴, 가브리엘 주크먼은 FT의 주장이 도를 넘었다고 주장했다. 또한 폴 크루그먼은 "부의 불평등이 증가한다는 개념이 전부 반박되었다고 상상하는 사람은 거의 틀림없이 실망할 것이다"라고 언급했다. 피케티의 동료이자 자일스가 그의 신용을 떨어뜨리기 위해 인용한 경제학자 중 한 명인 엠마누엘 사에즈는 "피케티의 선택과 판단은 꽤 좋았다"며 자신의 연구가 피케티의 논문을 뒷받침한다고 말했다. 피케티는 그의 웹사이트에 하나하나씩 반박을 발표했다.
캘리포니아 리버사이드 대학의 경제사학자 리처드 서치의 2017년 사회과학사 연구는 "1870년부터 1970년까지 상위 10%의 자산 점유율에 대한 피케티의 데이터는 신뢰할 수 없다"는 결론을 내렸다. 또한 피케티의 19세기 분포의 상위 1%에 대한 데이터도 신뢰할 수 없으며 20세기(1910년~2010년)에 보고한 값은 더 견고한 기반에 기반을 두고 있지만, 명량한 20대 동안의 불평등의 현저한 증가와 대공황과 관련된 쇠퇴를 무효화한다는 단점이 있다."고 주장했다.

## 수상 기록
- 2014년 파이낸셜 타임즈와 맥킨지가 선정한 올해의 비즈니스 북 어워드
- 2014년 전미 도서 비평가 협회상(일반 논픽션) 파이널리스트
- 2014년 영국 아카데미 수상

## 한국에서의 적용
박기백 시립대 교수는 6월 23일 재정학회의 ‘재정학연구’에서 ‘유형별 소득이 소득불평등에 미치는 영향’ 논문을 발표하고 자본소득이 증가하면 소득불평등이 심화할 가능성이 크다고 밝혔다. 박 교수가 조세재정연구원의 ‘재정패널’ 2009~2011년 자료를 토대로 분석한 결과 노동소득이 증가하더라도 소득분배를 악화시킬 가능성은 작게 나타난 반면 이자나 배당소득, 임대소득 등의 자본소득은 증가할수록 소득분배를 악화시킬 가능성이 큰 것으로 나타났다. 결국 같은 규모의 소득이 증가한다면 노동소득이나 사업소득보다는 자본이 벌어다 주는 자본소득이 소득분배의 악영향을 준다는 것으로 피케티의 주장과 같다.
김상조 경제개혁연대 소장(한성대 교수)은 최근 국세청의 통합소득 100분위 자료를 토대로 2007~2012년간 소득분배와 실효세율 추이를 분석했다. 분석 결과 최상위 소득자의 소득은 근로소득보다는 이자·배당 등 금융소득과 임대소득을 포함한 사업소득이 더 큰 비중을 차지하고 있었다. 경기 회복기에 이런 종류의 소득이 크게 증가하면서 소득격차가 확대된 것으로 김 소장은 분석했다.

## 비판
하버드대의 그레고리 맨큐, 마틴 펠트슈타인 교수 등 보수성향의 경제학자들은 피케티의 주장이 너무 과장됐다고 비판한 바 있다. 국내 보수적 연구단체인 자유경제원의 현진권 원장은 ‘피케티 열풍에 자유주의자가 답하다’라는 토론회에서 “상대적 소득격차는 어쩔 수 없이 존재하고, 피케티가 주장하는 소득 평등이 정책 목표가 될 순 없다”고 말했다.
마르크스주의 이론가인 데이비드 하비는 "피케티가 모아 놓은 자료는 가치가 크다. 그러나 왜 불평등이 생기고 왜 소수가 지배하는 경향이 생기는지에 관한 그의 설명에는 심각한 결함이 있다. 불평등을 해소할 치료법으로 그가 내놓은 방안은 순진하고 심지어 공상적이기도 하다. 분명히 그는 21세기의 자본이 작동하는 방식을 설명하지 못했다."라고 비판한다.

## 판
- (프랑스어) Le Capital au XXIe siècle, Éditions du Seuil, Paris, 2013, ISBN 9782021082289
- (영어) Capital in the Twenty-First Century, 하버드대학교 출판부, 2014, ISBN 9780674430006

## 같이 보기
- 자본주의에 대한 비판
- 도금 시대
- 진보와 빈곤
- 21세기 자본론 대해부 보관됨 2014-07-14 - 웨이백 머신